# Macromitrium macropelma
Macromitrium macropelma är en bladmossart som beskrevs av C. Müller 1856. Macromitrium macropelma ingår i släktet Macromitrium och familjen Orthotrichaceae. Inga underarter finns listade i Catalogue of Life.